# Monogatari
Monogatari är en svensk musikgrupp bestående av multiinstrumentalisten, Sebastian Ungh som komponerar all musik och spelar nästan alla instrument på inspelningarna. Vid konserter bistås han emellertid av fler musiker. Musiken är instrumental och innehåller spår av en mängd olika stilar såsom folkmusik, jazz, postrock, elektronika, pop, bit-musik och klassisk barockkomposition. Sebastian Ungh trakterar flera olika instrument, men vanligt förekommande är gitarr, charango, ukulele, bas, trummor, banjo, dragspel, orgel, synthesizer, ronroco, klockspel, kalimba och bouzouki.
Monogatari ligger på skivbolaget Monogatari Music Productions, som också drivs av Sebastian Ungh.

## Bakgrund
Gruppen startades i Malmö 2007 av Sebastian Ungh. 2008 såg debutskivan It May Have Seemed Like a Sign of Hope That the Birds Followed Them Out Into the Vastness of the Open Sea dagens ljus och fick goda recensioner i musiktidningarna Groove  och Lira Musikmagasin. Bland annat beskrevs den som det tionde bästa albumet som släpptes det året.
Den 20 april 2013 släpptes: One Step Forward and Two Steps Back?, den första skivan i en trilogi. Den andra skivan i denna, It’s Almost Like a Dance… kom ut den 30 november 2013 och Come On, Lets Shake It!, trilogins avslutning, släpptes 2014. One Step Forward and Two Steps Back fick ett blandat mottagande, men hyllades i tidningen Lira Musikmagasin. 2018 kom EP:n Live in the Livingroom, som hade spelats in i Unghs vardagsrum tio år tidigare.

## Diskografi
- 2008 - It May Have Seemed Like a Sign of Hope That the Birds Followed Them Out Into the Vastness of the Open Sea
- 2013 - One Step Forward and Two Steps Back?
- 2013 - It’s Almost Like a Dance…
- 2014 - Come On, Lets Shake It!
- 2018 - Live in the Livingroom